# Dub Inc
Dub Incorporation (desde 2006 apenas Dub Inc) é uma banda de reggae da Saint-Étienne, França formada em 1997. Eles combinam uma variedade de estilos, incluindo dancehall, dub, ska e rap. Também tem influencia africana, com as músicas cantadas em uma mistura de francês, inglês e Kabyle.
A banda já lançou seis álbuns de estúdio:Diversité (2003), Dans le décor (2005), Afrikya (2008), Hors contrôle (2010), Paradise(2013) e So What (2016).
História de um rude boy um documentário lançado sobre esta banda.

## Membros
Vocais e percussão: Hakim "Bouchkour" Meridja e Aurélien "Komlan" Zohou;
Lead guitarra: Jérémie Grégeois;
Baixo e percussão: Moritz Von Korff;
Teclado: Frédéric Peyron e Idir Derdiche;
Bateria: Grégory "Zigo" Mavridorakis.

## Discografia

### Álbuns
| Year | Album         | Peak positions | Peak positions | Peak positions | Notes |
| Year | Album         | FRA            | BEL (Wa)       | SWI            | Notes |
| ---- | ------------- | -------------- | -------------- | -------------- | --- |
| 2003 | Diversité     | 141            | —              | —              | 1. My Freestyle 2. Visions 3. Life (feat. Tiken Jah Fakoly) 4. Rude Boy 5. Murderer 6. Holy Mount 7. Galérer 8. L'échiquier 9. I'n'i Soldier 10. Écran Total 11. Diversité 12. See Di Youth                                                                                                   |
| 2005 | Dans le décor | 61             | —              | —              | 1. Survie 2. One Shot 3. Monnaie (feat. Lyricson) 4. Chaines 5. A Imma 6. Decor 7. Achatah (feat. Omar Perry) 8. Bla Bla 9. Face A Soi 10. Speed (feat. David Hinds of Steel Pulse) 11. La Corde Raide 12. Never Stop 13. Never More                                                          |
| 2008 | Afrikya       | 29             | —              | 100            | 1. Métissage 2. Day after day 3. Do sissi 4. Fara fina 5. SDF 6. Tiens bon 7. Djamila 8. Afrikya 9. Jump up again 10. Myself 11. For all di youth 12. Petit soldat 13. Même si 14. Même dub                                                                                                   |
| 2010 | Hors contrôle | 27             | —              | —              | 1. Tout ce qu’ils veulent 2. Laisse le temps 3. Dos à dos 4. No doubt (feat. Tarrus Riley) 5. Crazy Island 6. Ego.com 7. El Djazzaïr (feat. Jimmy Oihid & Amazigh Kateb) 8. Funambule 9. Bang bang 10. Children 11. On a les armes 12. Fils de 13. Get mad 14. Unité 15. Mélodie              |
| 2013 | Paradise      | 181            | 137            | —              | 1. Revolution 2. Better run 3. Paradise 4. Chaque nouvelle page 5. Partout dans ce monde 6. They want (feat. Skarra Mucci) 7. Foudagh 8. Il faut qu'on ose 9. Sounds good 10. Hurricane 11. Enfants des ghettos (feat. Meta Dia, Alif Naaba) 12. Only love (feat. Jah Mason) 13. Dub contrôle |
| 2016 | So What       | 16             | —              | 59             | 1. Grand Périple 2. Exil 3. So What 4. No Matter Where You Come From 5. Triste époque 6. Love Is The Meaning 7. Don't Be a Victim (feat. Naâman) 8. Maché Bécif 9. Justice (feat. Mellow Mood) 10. Comme de l'or 11. Fêlés 12. Ragga Bizness 13. Rise Up 14. Erreurs du passé                 |

| Ano  | Álbum         | Posições de pico | Notas |
| Ano  | Álbum         | FRA              | Notas |
| ---- | ------------- | ---------------- | --- |
| 2006 | Dub Inc Viver | 104              | 1. O Aéro dub 2. Dario, dub 3. Hakimniktou 4. L'échiquier 5. Maquete 2 6. Maquete 3.2 + Irie 7. Polícia assassino 8. Rude boy 9. Desta forma, |
| 2015 | Paradise Tour | 150              | 1. Introdução 2. Tout ce qu'ils veulent 3. Moeda 4. Dos à dos 5. Chaque nouvelle página 6. Métissage 7. Paraíso 8. Laisse le temps 9. Il faut qu'on ose 10. Melhor correr 11. Assassino 12. Ficar Louco 13. Partout dans ce monde 14. Meu freestyle 15. Eles Querem 16. Fils de 17. Foudagh 18. Chaînes 19. Rude boy 20. Parece bom |

### Solteiros
| Ano  | Único           | Posições de pico | Álbum |
| Ano  | Único           | FRA              | Álbum |
| ---- | --------------- | ---------------- | ----- |
| 2007 | "A versão 1.2." | 91               |       |

1. ↑  «Dub Incorporation discography». lescharts.com
2. ↑  «Dub Incorporation discography». ultratop.be/fr/
3. ↑  «Dub Incorporation discography». hitparade.ch
4. ↑  «Le Top de la semaine : Top Albums Fusionnes - SNEP (Week 39, 2016)» (em francês)